# Baby blue (single)
Baby blue is een single van George Baker Selection. Het is afkomstig van hun album Hot Baker. Het was de veertiende single van deze combinatie en de tiende die de Daverende 30 of eventuele voorlopers daarvan haalde.

## Hitnotering

### Nederlandse Top 40
| Hitnotering: week 2 t/m 9 in 1974 | Hitnotering: week 2 t/m 9 in 1974 | Hitnotering: week 2 t/m 9 in 1974 | Hitnotering: week 2 t/m 9 in 1974 | Hitnotering: week 2 t/m 9 in 1974 | Hitnotering: week 2 t/m 9 in 1974 | Hitnotering: week 2 t/m 9 in 1974 | Hitnotering: week 2 t/m 9 in 1974 | Hitnotering: week 2 t/m 9 in 1974 |
| Week:                             | 1                                 | 2                                 | 3                                 | 4                                 | 5                                 | 6                                 | 7                                 |                                   |
| --------------------------------- | --------------------------------- | --------------------------------- | --------------------------------- | --------------------------------- | --------------------------------- | --------------------------------- | --------------------------------- | --------------------------------- |
| Positie:                          | 22                                | 10                                | 8                                 | 11                                | 24                                | 34                                | 40                                | uit                               |

### NederlandseDaverende 30
| Hitnotering: 12-1-1974 t/m 15-2-1974 | Hitnotering: 12-1-1974 t/m 15-2-1974 | Hitnotering: 12-1-1974 t/m 15-2-1974 | Hitnotering: 12-1-1974 t/m 15-2-1974 | Hitnotering: 12-1-1974 t/m 15-2-1974 | Hitnotering: 12-1-1974 t/m 15-2-1974 | Hitnotering: 12-1-1974 t/m 15-2-1974 |
| Week:                                | 1                                    | 2                                    | 3                                    | 4                                    | 5                                    |                                      |
| ------------------------------------ | ------------------------------------ | ------------------------------------ | ------------------------------------ | ------------------------------------ | ------------------------------------ | ------------------------------------ |
| Positie:                             | 23                                   | 14                                   | 8                                    | 9                                    | 20                                   | uit                                  |

### BelgischeBRT Top 30
| Hitnotering: 26-1-1974 t/m 23-2-1974 | Hitnotering: 26-1-1974 t/m 23-2-1974 | Hitnotering: 26-1-1974 t/m 23-2-1974 | Hitnotering: 26-1-1974 t/m 23-2-1974 | Hitnotering: 26-1-1974 t/m 23-2-1974 |     |
| Week:                                | 1                                    | 2                                    |                                      | 3                                    |     |
| ------------------------------------ | ------------------------------------ | ------------------------------------ | ------------------------------------ | ------------------------------------ | --- |
| Positie:                             | 30                                   | 22                                   | x                                    | 27                                   | uit |